# Acta Iuridica Olomucensia
„Acta Iuridica Olomucensia” – czeskie recenzowane czasopismo naukowe poświęcone tematyce prawnej wydawane od przełomu 2005 i 2006 roku. Wydawany jest przez Uniwersytet Palackiego w Ołomuńcu. Na jego łamach publikowane są artykuły w językach czeskim, słowackim i angielskim. Ukazuje się trzy razy w roku.
Czasopismo od 20 V 2016 znajduje się w bazie referencyjnej ERIH Plus. Redaktorem czasopisma jest Petr Podrazil.